# Trachyandra smalliana
Trachyandra smalliana är en grästrädsväxtart som beskrevs av Olive Mary Hilliard och Brian Laurence Burtt. Trachyandra smalliana ingår i släktet Trachyandra och familjen grästrädsväxter. Inga underarter finns listade i Catalogue of Life.